# SS Mary Luckenbach (1918)
SS «Мері Лакенбах» (англ. SS Mary Luckenbach (1918) — допоміжне військове вантажне судно, що перебувало на озброєнні військово-морських сил США за роки Другої світової війни. Судно було спущено на воду в 1918 році, як USS Sac City (ID-3861), і завершено наступного року американською міжнародною суднобудівною корпорацією, Хог-Айленд, штат Пенсільванія.

## Історія
6 січня 1919 року ВМС США ввели в експлуатацію USS Sac City. Наприкінці січня 1919 року судно відпливло з Норфолка, штат Вірджинія, з вантажем, призначеним до Монтевідео, Уругвай. Судно прибуло до Монтевідео на початку березня 1919 року. Він перейшов до сусіднього порту Росаріо та завантажив приватний комерційний вантаж, який доставив до Гібралтару.
«Сек Сіті» було виведено з експлуатації 17 червня 1919 року та передано Управлінню судноплавства.
9 грудня 1926 року «Сек Сіті» сів на мілину в Шельді біля Волсурден, Зеландія, Нідерланди. його повернули до строю 16 грудня 1926 року. 11 березня 1927 року «Сек Сіті» плив у гавані Нью-Йорка в густому тумані, коли зіткнувся з вантажним судном «Морган Лайн» SS El Sol.

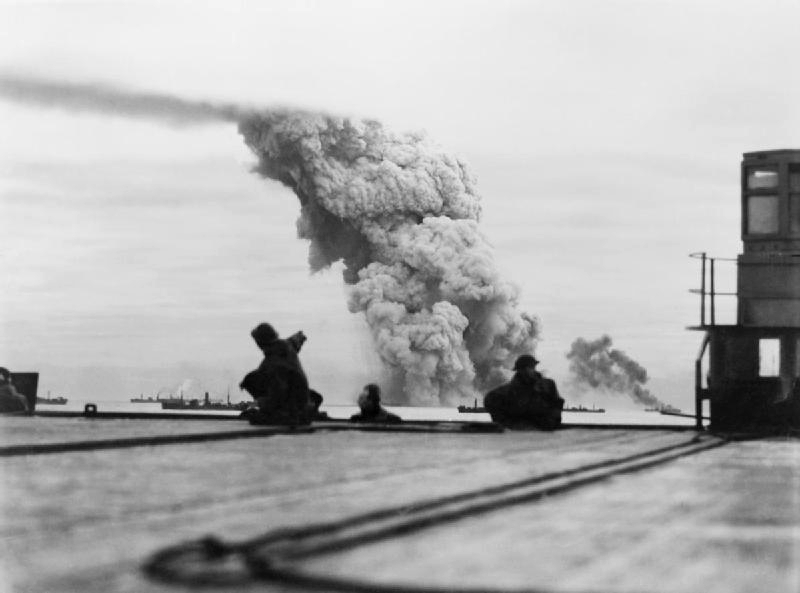
Вибух тротилу на борту допоміжного військового судна «Мері Лакенбах» внаслідок ураження німецькими торпедоносцями. Фото з борту авіаносця «Евенджер». 13 вересня 1942

У вересні 1942 року «Мері Лакенбах» входив до конвою PQ 18, конвою з 40 торговельних суден під інтенсивним ескортом, що прямував через Баренцеве море на шляху до Мурманська в Радянському Союзі. 14 вересня 1942 року (деякі джерела вказують 13 вересня) конвой був на захід від мису Нордкап, Норвегія, коли «Мері Лакенбах» було атаковане кількома німецькими торпедоносцями Ju 88 і було уражено повітряною торпедою. Удар торпеди призвів до детонації вантажу судна з 1000 тонн тротилу, «Мері Лакенбах» разом із усім його екіпажем із 41 особи та 24 співробітниками озброєної охорони ВМС США, які його охороняли, фактично випарився у повітрі.